# Монгольско-польские отношения
Польско-монгольские отношения — двусторонние дипломатические отношения между Польшей и Монголией.

## Дипломатические отношения
Дипломатические отношения между странами были установлены в 1950 году. В столице Польши присутствует монгольское посольство, в Улан-Баторе функционирует Почётное консульство Польской Республики.
Посольство Польши в Монголии открывалось три раза: в 1960 году (закрыто в сентябре 1995 года из-за финансовых трудностей), в 1999 году (закрыто в 2009 году) и 26 апреля 2023 года (решение о третьем открытии было принято 15 января 2021 года).

## Экономические отношения
Товарооборот между странами невысокий, но по прогнозам имеет тенденцию к росту. Польский экспорт в Монголию состоит в основном из продуктов пищевой промышленности (34,3 %), пластмасс (24 %), продуктов животноводства (12,8 %), а также оборудования и машин (10,7 %). По данным на 2014 год общая сумма польского экспорта в Монголию составляла около 35,4 млн евро. В 2018 году положительное сальдо торгового баланса с Монголией составило 60 млн евро, более 90 % — польский экспорт. Импорт из Монголии в Польшу незначителен.

## Совместные проекты
Приоритетными направлениями сотрудничества между странами являются: сельское хозяйство и переработка сельскохозяйственного сырья, энергетика, транспорт, добыча угля (в том числе поставки из Польши горнодобывающего и аварийно-спасательного оборудования), сотрудничество в области образования и сфере высоких технологий.
Также Польша сотрудничает с Монголией в рамках программы грантов Министерства иностранных дел, одним из проектов является финансирование Центра для детей с ограниченными возможностями (синдромом Дауна) в Улан-Баторе.
В 2017 году Монголия получила от Польши связанный кредит на сумму 50 млн евро. Одним из проектов, которые были реализованы с использованием заемных средств, была покупка Монголией пожарных машин польского производства.